# Hagiu

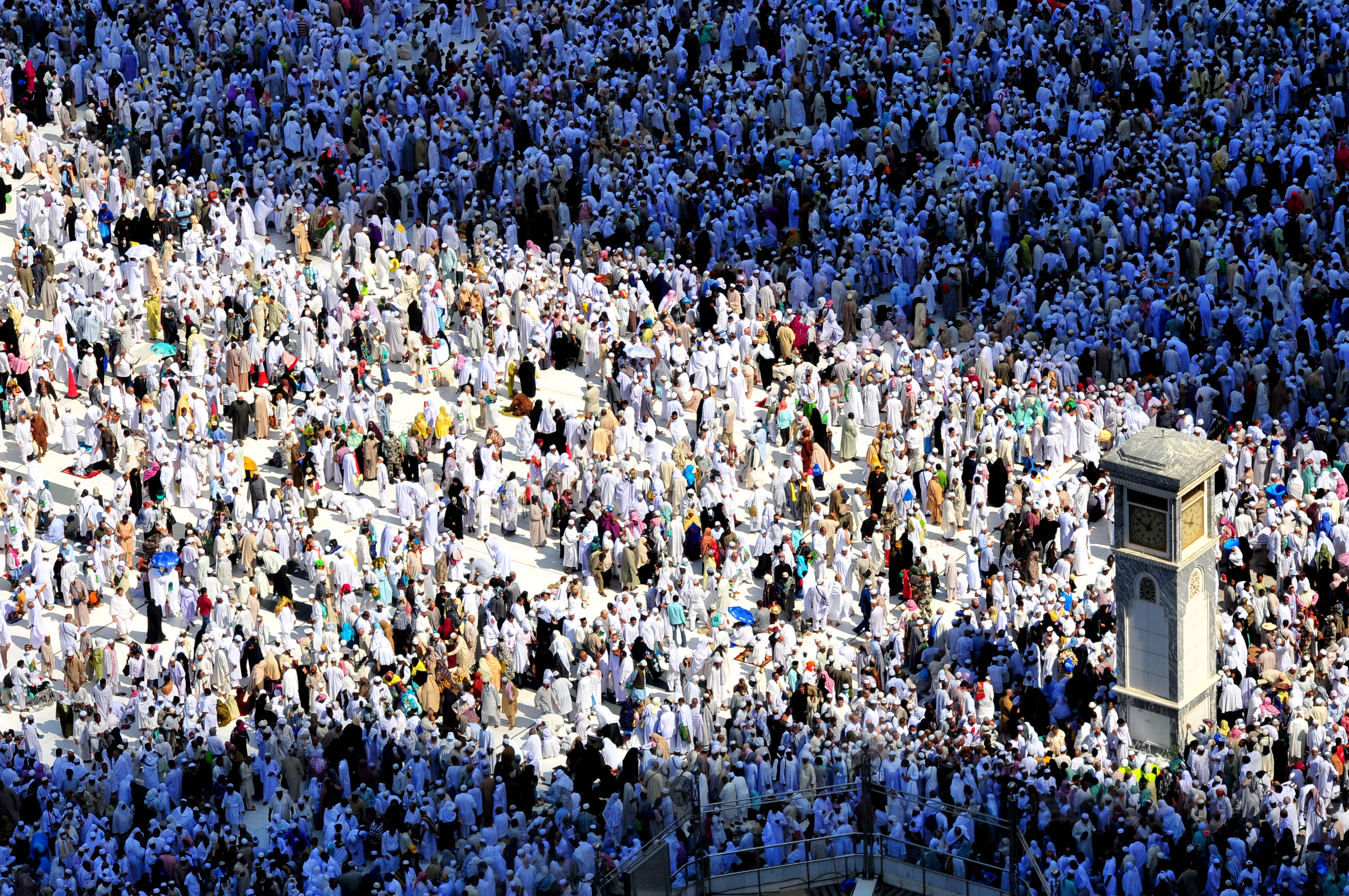
Hagii în hagealâc la Mecca în 2010

Hagi (scris uneori Hadji, Haji, Alhaji,  Al hage, Al hag sau El-Hajj الحاج) este un titlu care era dat inițial unui musulman care a efectuat un pelrinaj (hagealâc) la Mecca. El este folosit adesea, de asemenea, ca mod de adresare către o persoană în vârstă, deoarece necesita timp pentru a strânge avere pentru finanțarea călătoriei (în special înainte de apariția călătoriilor aeriene), și ca un titlu onorific pentru un om respectat în multe societăți musulmane. Titlul este plasat înaintea prenumelui unei persoane; de exemplu Daniel Prodan devine Hajji Daniel Prodan.
Cuvântul „Hadži” este utilizat, de asemenea, în religia creștin-ortodoxă pentru cei care merg în pelerinaj la mormântul lui Hristos din Ierusalim. El poate fi adăugat la prenumele pelerinului, formând un nume compus ca de exemplu Hadži-Prodan.
Hagi este derivat din cuvântul arab ḥājj, care este forma de participiu a verbului ḥajja حج („a face pelerinajul”). Forma alternativă ḥajjī حجي este derivată din numele Hajj cu sufixul adjectival -ī, și aceasta a fost forma adoptată în limbile nearabe. În unele zone, titlul a devenit un nume de familie ca, de exemplu, în numele de familie bosniac Hadžiosmanović („fiul lui Hagi Osman”).

## În alte limbi
arabă حاجحاج  ḥājj sau حجّي ḥajjī; arabă egipteană حجّ/Ḥaggحجّ/Ḥagg, pronunțat [ħæɡ]; persană: حاجی Hâji/Hāji sau حاج Hâj/Hāj; urdu și paștună: حاجی, Hāji; greacă Χατζής; albaneză HaxhiHaxhi; bulgară ХаджияХаджия, Hadžija, حاجىيا; macedoneană Хаџија, Hadžija; bosniacă Hadžija/Хаџија, حاجىيا; belarusă ХаджыХаджы, Chadžy, خاجِ; kurdă HecîHecî, Һәщи, ھەجی; sârbă Хаџи, cu alfabetul latin: Hadži; bengaleză আলহাজ্ব Alhajj sau bengaleză হাজী Hajjī; azeră și turcă Hacı; hausa Alhaji; malaieză Haji. Toate aceste cuvinte înseamnă „pelerin”.
Femeile care au mers în hagealâc sunt menționate ca Hajjah sau حاجة ḥājjah, în arabă egipteană Ḥagga Ḥagga, [ˈħæɡɡæ]; în hausa/fulani: Hajia, în malaieză Hajah, în yoruba: Alhaja sau în wolof: Aji sau Ajartou.

## Utilizare
În țările arabe, ḥājj și ḥājjah (pronunția variază în funcție de forma de arabă vorbită) sunt folosite frecvent ca un mod de adresare respectuos către orice persoană mai în vârstă, indiferent dacă persoana în cauză a efectuat sau nu pelerinajul.
În țările vorbitoare de limba malaieză, Haji și Hajah sunt titluri date bărbaților și femeilor de religie musulmană care au efectuat un pelerinaj la Mecca. Ele sunt abreviate Hj și Hjh.
Termenul este folosit, de asemenea, în țările creștine din Balcani, care au fost odată sub dominația otomană (Bulgaria, Serbia, Grecia, Muntenegru, Macedonia și România) pentru un creștin care a călătorit la Ierusalim și în Țara Sfântă.
În Cipru titlul a devenit atât de răspândit încât a fost inclus permanent în unele nume de familie grecești creștine, cum ar fi Hajiioannou. Acest lucru s-a datorat apropierii Ciprului de Țara Sfântă și de Ierusalim, încât Ciprul a devenit un loc în care creștinii și musulmanii s-au amestecat liber timp de mai multe secole.
În Iran titlul onorific Haj (حاج) este folosit uneori pentru comandanții Corpului Gardienilor Revoluției Islamice în loc de titlul Sardar („General”).
Titlul a fost utilizat, de asemenea, în comunitățile evreiești pentru a-i onora pe cei care au făcut un pelerinaj la Ierusalim sau în alte locuri sfinte din Israel.

## Sens rasist
Hajji, Haji, Hadji sau Hodgie a devenit o expresie folosită cu semnificație rasistă pentru irakieni, arabi, afgani sau pentru populațiile din Asia de Vest, Africa de Nord și Asia de Sud, în general. Ea este comparabilă cu termenul de „gook”, folosit de personalul militar american în timpul Războiului din Vietnam.